# Mihrab
Mihrab (arap. محراب) je niša u zidu u džamiji koja je usmerena u pravcu kible (Ćabe u Meki) kojoj su muslimani okrenuti za vreme molitvi.
Za vreme zajedničkih molitvi u džamiji, imam stoji u mihrabu a ostali klanjači se nalaze iza njega.
Reč „mihrab” izvorno nema versko značenje i u arapskom jeziku označava posebnu sobu u kući, na primer u srednjovjekovnim zamkovima sobu u kojoj se nalazi presto. Kod prvih generacija muslimana i kod pređašnjih verskih zajednica koje su postojale na arapskom govornom području pod terminom mihrab se podrazumevalo i posebno mesto u kući u kojem se obavljala molitva. Kalif Osman (644—656) naredio je da se označi zid u Poslanikovoj džamiji u Medini u pravcu Meke, tako da bi hodočasnici koji posećuju Meku znali u kojem pravcu je kibla.
To je bilo samo označeno mesto u zidu sve do vladavine Velida I (705—715). Namesnik Medine Omer Ibn Abdul-Aziz je tu oznaku proširio i zamenio nišom u zidu.

## Galerija
- Mihrab u Velikoj džamiji u Keruanu; ovaj mihrab u današnjem stanju datira iz 9. veka, Keruan, Tunis
- Mihrab u Velikoj džamiji u Damasku, Sirija
- Mihrab u Aja Sofiji, Istanbul, Turska
- Mihrab u medresi u Fesu, Maroko
- Mihrab u Amir Čakmak džamiji u Jazdu, Iran
- Mihrab u jednoj od džamija na Hramovnoj gori, Jerusalim
- Mihrab u Velikoj džamiji u Kordobi, Španija
- Mihrab u Kila i Kuna džamiji, Delhi

## Literatura
- Андрејевић, Андреј (1984). Исламска монументална уметност XVI века у Југославији : куполне џамије. Београд: Институт за историју уметности Филозофског факултета : Балканолошки институт САНУ.  37385223  11616778  512009936
- Bejtić, Alija (1953). „Spomenici osmanlijske arhitekture u Bosni i Hercegovini”. Prilozi za orijentalnu filologiju i istoriju jugoslovenskih naroda pod turskom vladavinom. Sarajevo: Orijentalni institut (III—IV/1952-53): 229—297.  89151498  103969543  1126062052  16399874